# Phaeoceros gemmifer
Phaeoceros gemmifer är en bladmossart som först beskrevs av Horik., och fick sitt nu gällande namn av Jiro Hasegawa. Phaeoceros gemmifer ingår i släktet Phaeoceros och familjen Notothyladaceae. Inga underarter finns listade i Catalogue of Life.